# Pinacoteca del Castello Sforzesco

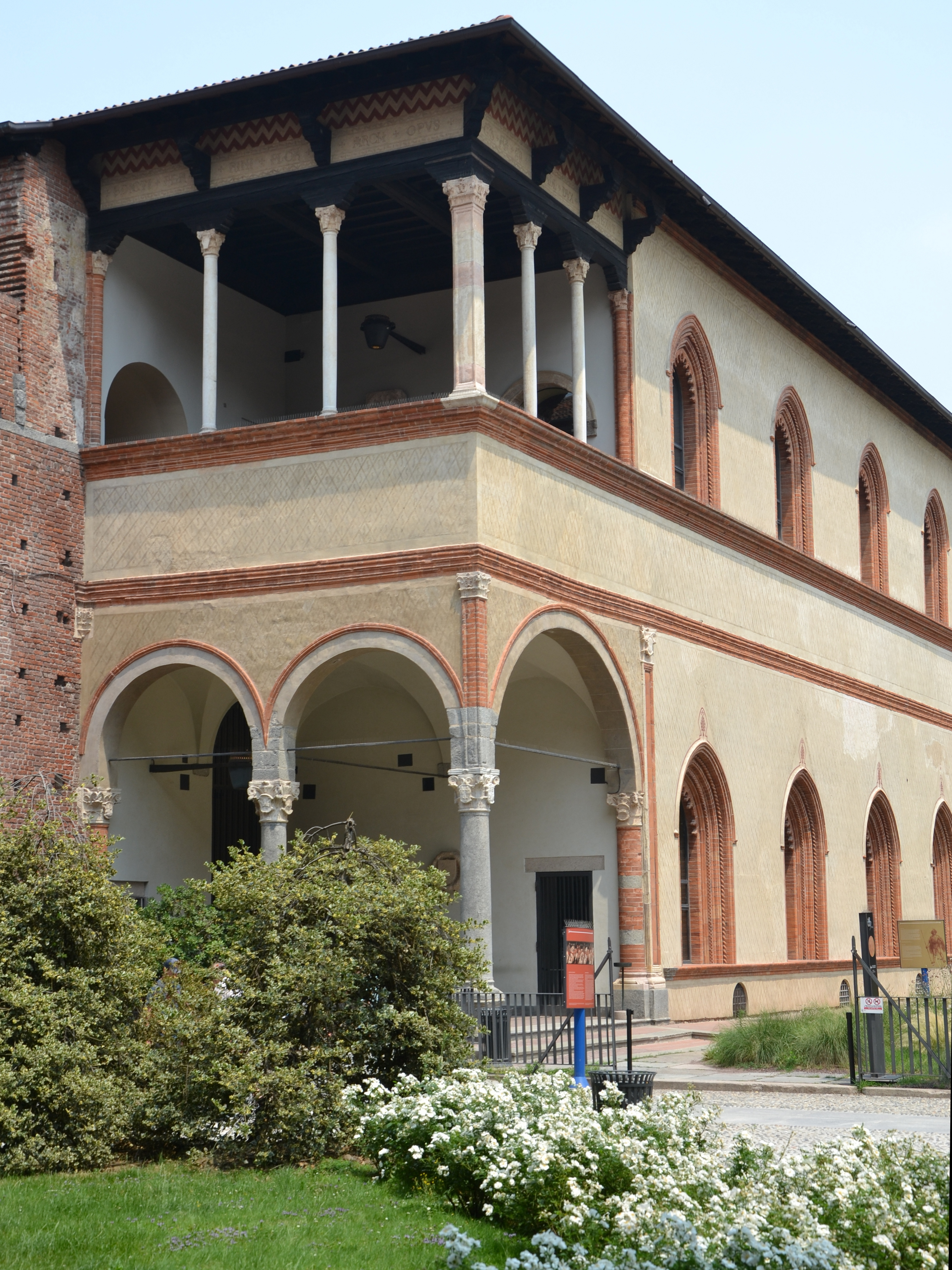
Pinacoteca del Castello Sgorzesco

Die Pinacoteca del Castello Sforzesco ist ein Raum des Castello Sforzesco in Mailand.

## Geschichte
Die Sammlung der Pinacoteca entstand im 19. Jahrhundert, als Mailand bereits zwei bedeutende Gemäldegalerien besaß (die Pinacoteca Ambrosiana und die Pinacoteca di Brera) und eine dritte, das zukünftige Museo Poldi Pezzoli, im Entstehen begriffen war. Im Vergleich zu diesen anderen Realitäten wurde die Pinakothek des Castello Sforzesco als Stadtmuseum par excellence geboren, als ein Ort, an dem die berühmten Erinnerungen der Stadt gesammelt werden. Aus diesem Grund stammen fast alle ausgestellten Werke entweder aus Mailand oder aus den Kunstsammlungen von Mailänder Bürgern, wie die berühmte Sammlung Trivulzio, die mit einer Bürgersubskription im Jahr 1935 erworben wurde.
Die offizielle Eröffnung, als Städtisches Kunstmuseum, fand am 2. Juni 1878 im Saal der Öffentlichen Gärten statt. Die ständigen Schenkungen führten dazu, dass die Räumlichkeiten nicht mehr ausreichten, und bereits 1892 wurde eine Studie zur Verlegung der Sammlung in die Räume des Castello Sforzesco erstellt. Die Studie von Luca Beltrami ermöglichte im 20. Jahrhundert die Verlegung der Gemäldegalerie in die Schlossräume. Zu den Spenden illustrer Bürger, Patrioten, Gelehrter und Amateure gehören die Spenden von: Antonio Guasconi (1863–1865), die Brüder Attendolo Bolognini (1865), Malachia De Cristoforis (1876), Camillo Tanz (1881), Erbe der imposanten Sammlung der Witwe Marina Germani Dell’Acqua, Francesco Ponti (1895), und andere. Die Sammlung wurde auch durch Schenkungen, regionale Deposita und Ankäufe, wie die Werke von Giovanni Antonio Canal und Bernardo Bellotto zwischen 1995 und 1998, kontinuierlich erweitert.
Aufgrund des Platzmangels wurden die Werke zunächst in den Räumen der Biblioteca Ambrosiana ausgestellt. In den letzten Jahren des 19. Jahrhunderts gab es in Mailand keine Zusammenarbeit zwischen den städtischen und den Museumsverwaltungen. Aus diesem Grund kam es zu einem Verlust von Gemälden, die Enrico Cernuschi im Jahr 1900 nach Paris verkaufte, wodurch Mailand 200 Kunstwerke verlor. Die jüngste Einrichtung (Mauro Natale, Laura Basso, Valter Palmieri) führte zur Schließung der Gemäldegalerie von 2003 bis zur Neueröffnung im Jahr 2005, die die Galerie mit Werken der Bildhauerei, Goldschmiedekunst und Medaillen bereicherte.

## Ausstellungsweg
Die Gemäldegalerie befindet sich in einem Bereich im ersten Stock des Schlosses und besteht aus sieben Räumen, die mit XX bis XXVI nummeriert sind.

### Raum XX
Der Saal XX, einst „Sala dorata“ genannt, ist der Mailänder Kunst an den Höfen der Visconti und der Sforza gewidmet.
Werke im Raum:

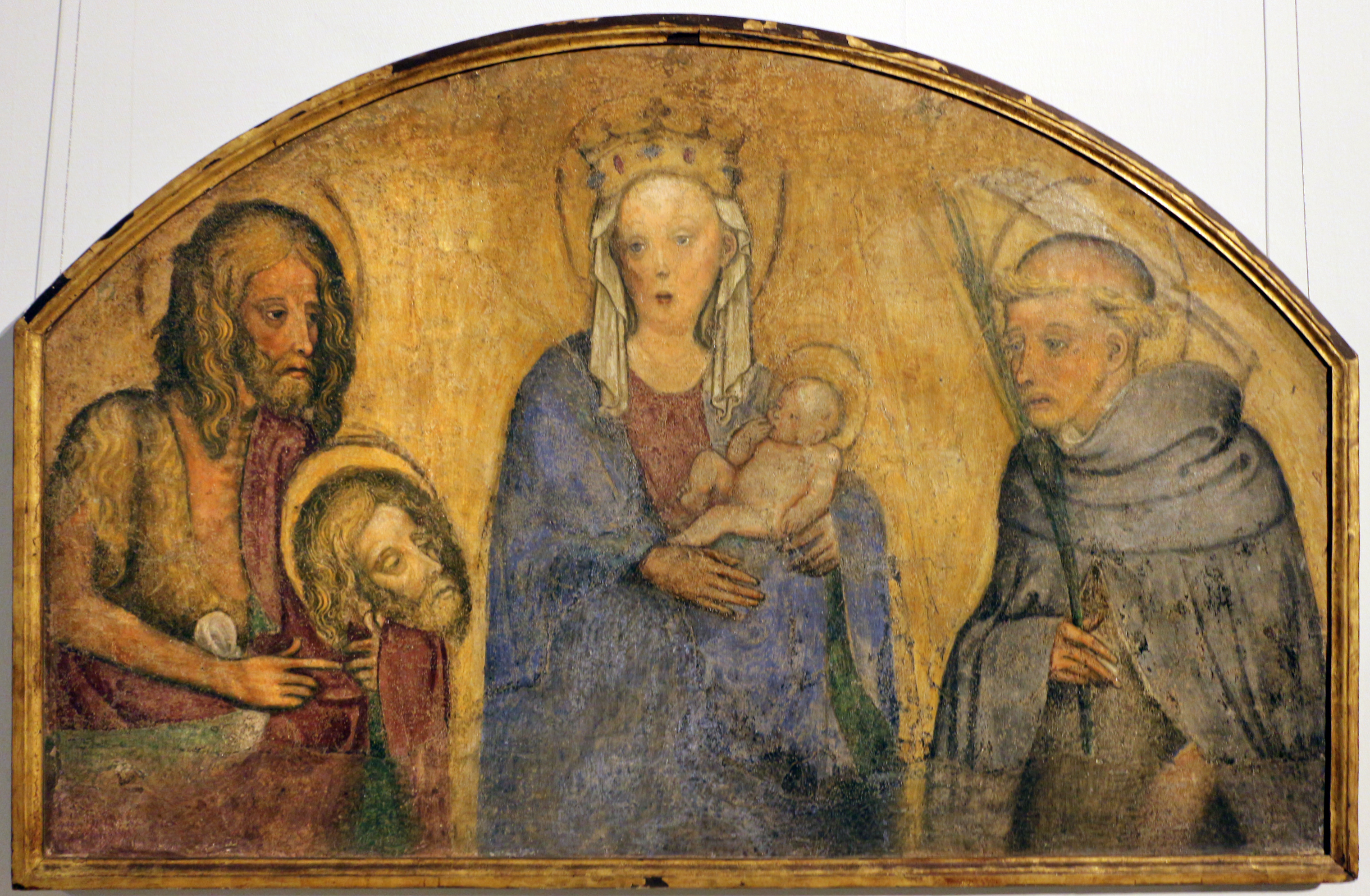
Michelino da Besozzo, Madonna mit kind zwischen den heiligen Johannes dem Täufer und Peter Martyr, um 1430

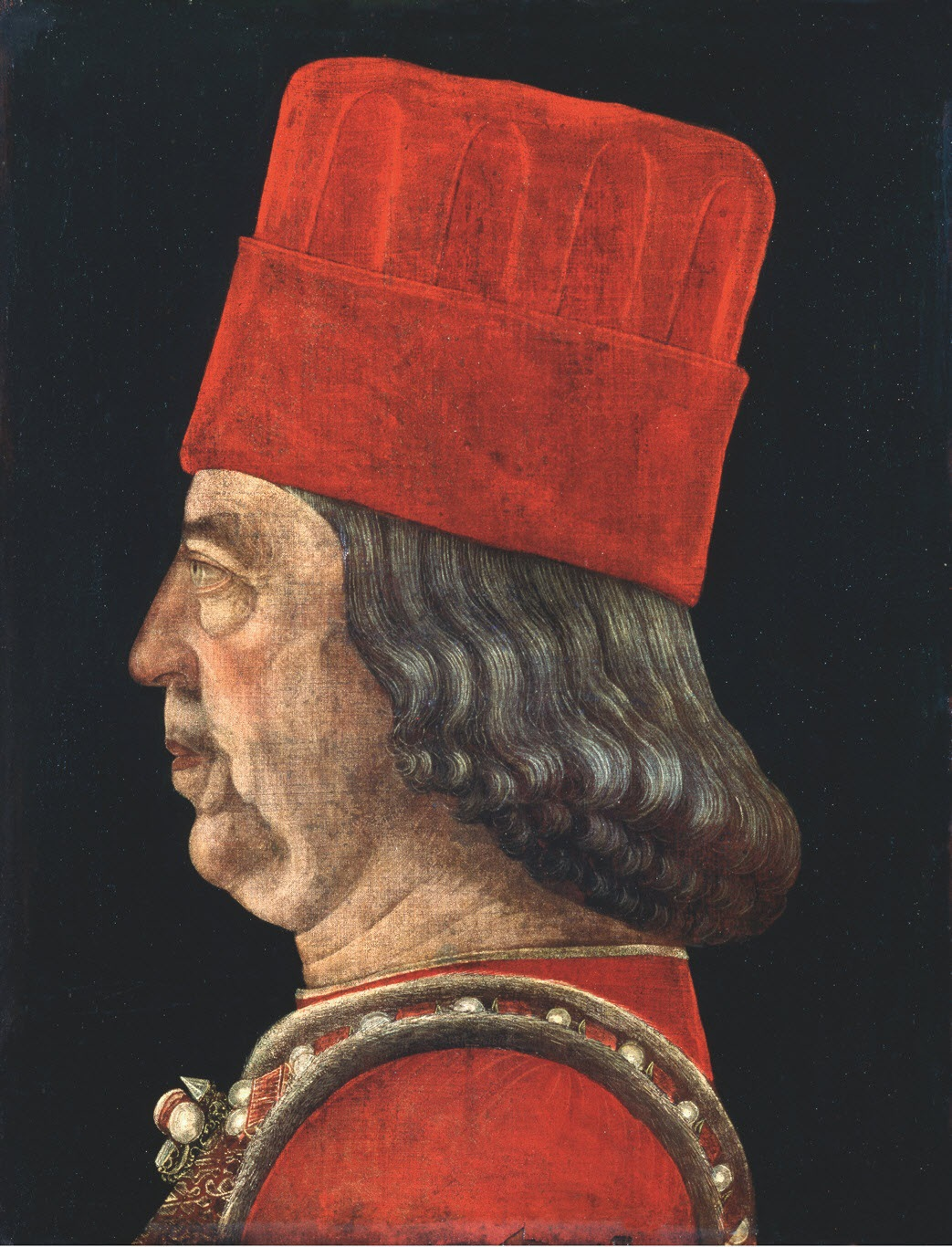
Baldassarre d’Este, Ritratto di Borso d’Este, 1469–1471

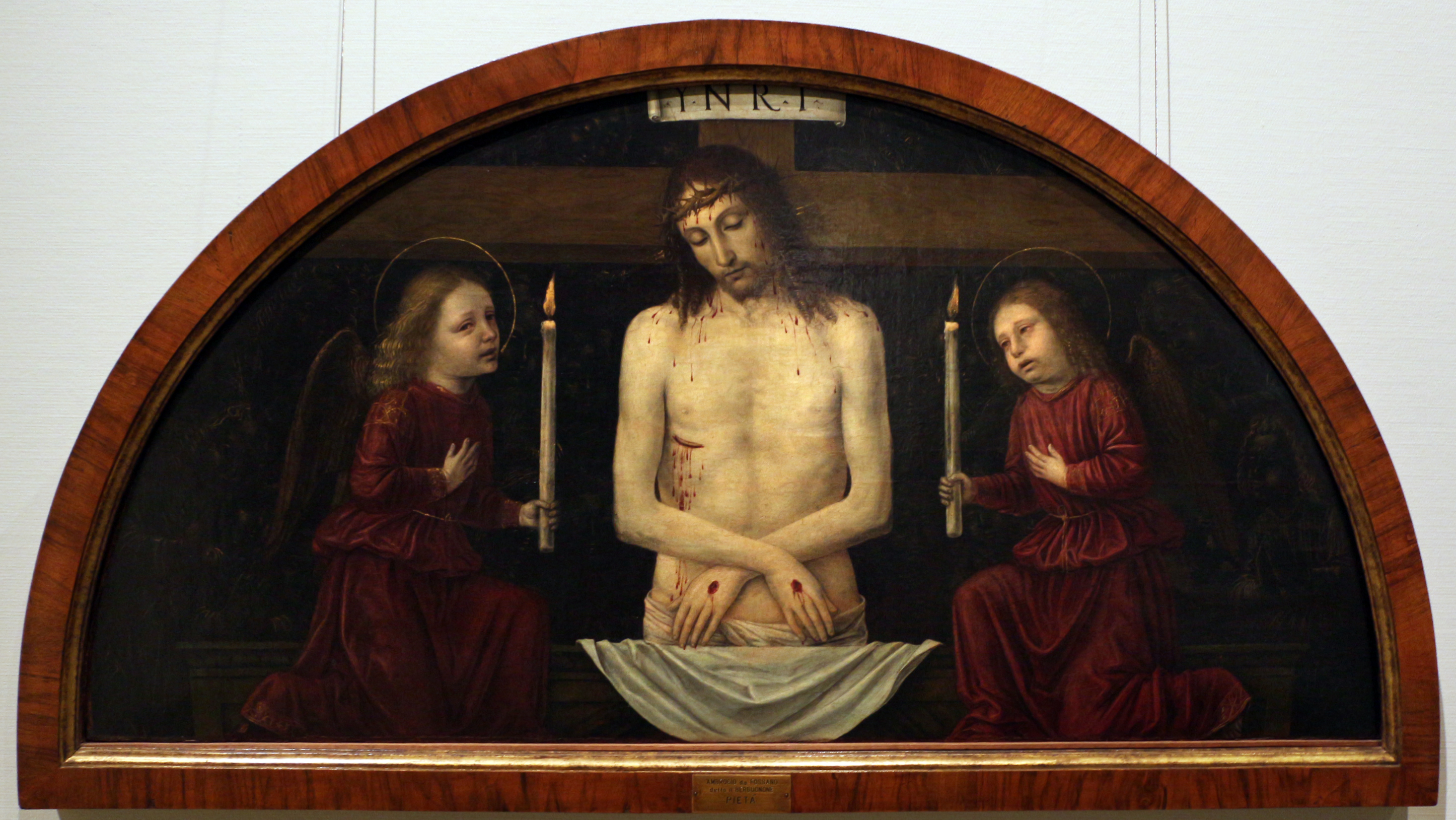
Bergognone, Christus im mitleid zwischen zwei engeln

- Michelino da Besozzo (Sphäre von): Madonna mit Kind zwischen den Heiligen Johannes dem Täufer und Petrus Märtyrer, um 1430
- Benedetto Bembo: Polyptychon von Torchiara, 1462
- Pisanello: Medaille des Filippo Maria Visconti, 1441
- Gianfrancesco Enzola, bekannt als il Parmense: Medaille von Francesco I. Sforza und Galeazzo Maria Sforza, 1459
- Filarete: Medaille mit Selbstporträt, um 1460
- Caradosso: Medaille von Francesco I. Sforza, um 1488
- Caradosso (zugeschrieben): Medaille des Ludovico il Moro, um 1488
- Niccolò di Forzore Spinelli (zugeschrieben): Medaille des Stefano Taverna, um 1495–1497
- Caradosso (zugeschrieben): Medaille des Gian Giacomo Trivulzio, 1499
- Zanetto Bugatto (zugeschrieben): Porträt von Galeazzo Maria Sforza, 1474–1476
- Lombardischer Maler: Bona von Savoyen, dargestellt von einer heiligen Märtyrerin, 1471–1472
- Baldassarre d’Este (Sphäre von): Porträt von Borso d’Este, 1469–1471
- Giovanni Ambrogio Bevilacqua: Madonna mit Kind, 1495–1499
- Maestro di Trognano: Altar von Santa Maria del Monte (Varese), 1476–1491
- Maestro di Trognano: Anbetung der Hirten, nach 1481.

### Raum XXI
Saal XXI ist dem Zeitalter von Ludovico il Moro und der spanischen Herrschaft gewidmet.
Im Raum vorhandene Werke:

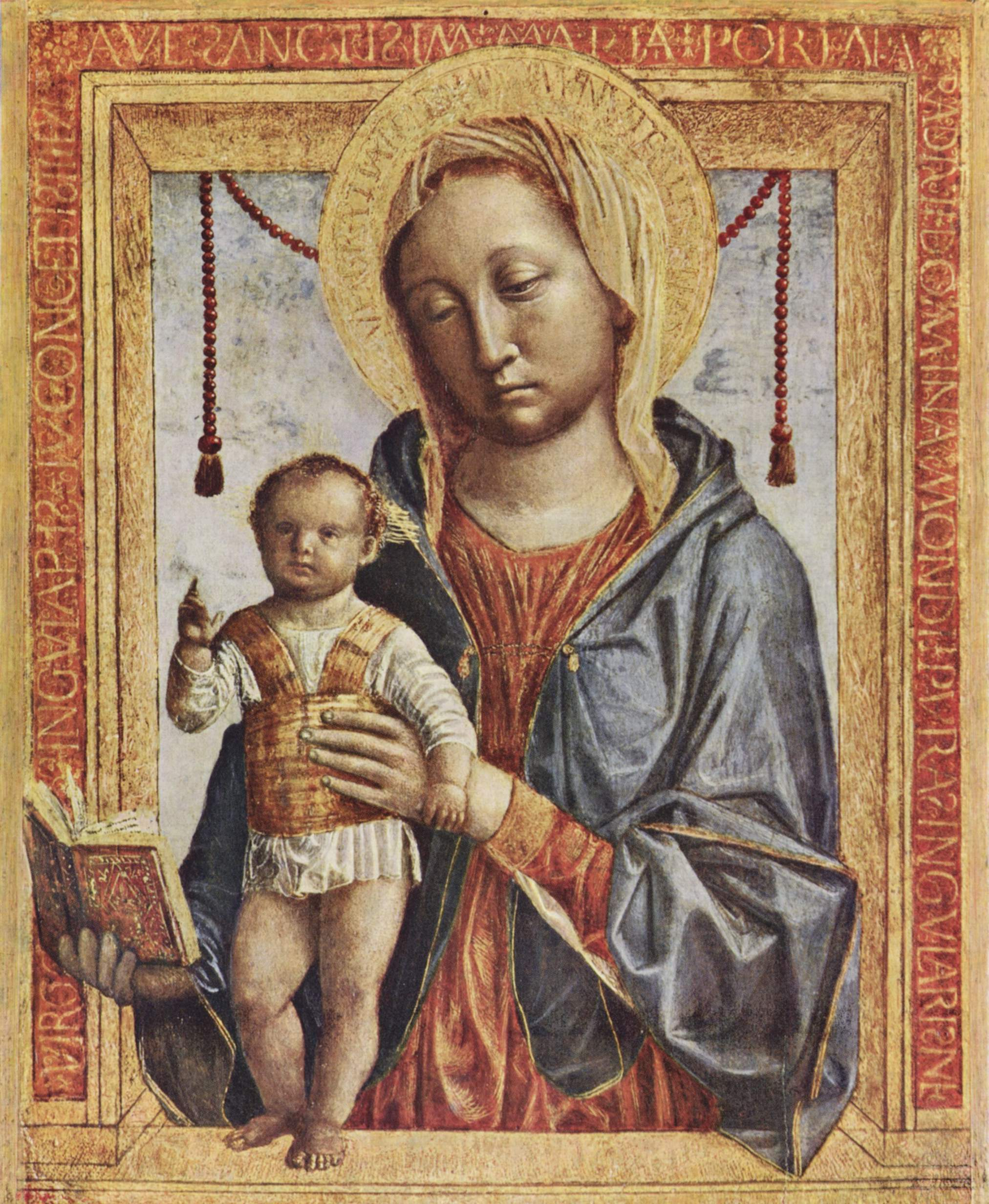
Vincenzo Foppa, Madonna del Libro, um 1475

- Vincenzo Foppa: Madonna mit Kind, 1450–1480
- Vincenzo Foppa: Madonna del Libro, um 1475
- Vincenzo Foppa: Heiliger Theodore, 1450–1480
- Vincenzo Foppa: Sankt Augustin, 1450–1480
- Vincenzo Foppa: Kopf eines Heiligen, 1460–1464
- Vincenzo Foppa: Martyrium des Heiligen Sebastian, 1490–1500
- Vincenzo Foppa: Der heilige Franziskus empfängt die Wundmale und der heilige Johannes der Täufer, um 1488–1489
- Lombardischer Maler: Der heilige Joseph, 1495–1500
- Lombardischer Maler: Der heilige Antonius von Padua, 1495–1500
- Lombardischer Bildhauer: vier Medaillons mit Kaiserbüsten aus der Medici-Bank, um 1485
- Flämischer Maler: Männliches Porträt, 1475–1499
- Bergognone: Christus im Mitleid zwischen zwei Engeln, 1488–1490
- Bergognone: Almosen des Heiligen Benedikt, 1490
- Bergognone: Heiliger Hieronymus, um 1510
- Bergognone: San Rocco, 1505–1510, Geschenk der Familie Cantoni 1914.
- Lombardischer Maler: Thronende Madonna mit Kind zwischen dem Heiligen Sebastian und dem Heiligen Hieronymus, um 1510
- Maler aus Pavia: Büste der Heiligen Katharina von Alexandrien, 1480–1490
- Lombardischer Maler: Heilige Klara und Heiliger Ägidius und Nikolaus von Tolentino, Ende 15.
- Meister des Sforza-Altars: 5 Rondelle mit Heiligen und Aposteln, 1475–1499

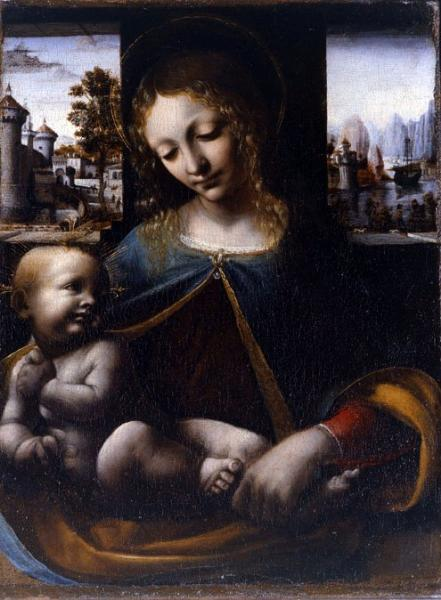
Francesco Napoletano, Madonna Lia, um 1495

- Bernardino Butinone: Tabernakel mit Geschichten aus dem Leben und Leiden Christi, 1490–1500
- Lombardischer Maler: Geschichten der Heiligen Katharina, 1490–1500 ca.
- Bernardino de Conti: Madonna mit Kind, 1495–1500
- Marco d’Oggiono: Madonna mit Kind, Johannes und dem Engel (Rückengroteske), um 1510
- Marco d’Oggiono: Hochzeit zu Kana, 1519–1522
- Andrea Solario: Weibliches Porträt, 1505–1507
- Pseudo-Boltraffio: zwei Tafeln mit Heiligen und Verehrern, 1510–1515
- Pseudo-Boltraffio: Thronende Madonna mit Kind, 1510–1515
- Bernardo Zenale (Bereich von): Geißelung, 1515–1520
- Giampietrino: Magdalena, 1520–1530
- Girolamo Giovenone: zwei Tafeln mit Heiligen und Verehrern, 1508
- Francesco de Tatti: Polyptychon von Bosto, 1517
- Gaudenzio Ferrari (Bereich von): Kleine Tafeln der Predella, 1530–1550
- Bramantino: Noli me tangere, 1480–1490
- Bramantino: Trauer um den toten Christus, 1515–1520
- Bambaia: Madonna Taccioli, 1522
- Bernardino Luini: Herkules und Atlas, 1513–1515
- Bernardino Luini: Madonna Oggioni, um 1516
- Cesare da Sesto: Polittico di San Rocco, 1523
- Francesco Napoletano: Madonna Lia, um 1495.

### Raum XXII
Der Saal XXII ist drei Werken der italienischen Renaissance gewidmet.
Im Raum vorhandene Werke:
- Lombardischer Maler: Christus segnet, um 1510
- Maler aus Venetien: Madonna mit Kind, 1475–1500
- Giacomo Galizzi da Santacroce: Dreifaltigkeit, 1533

### Raum XXIII

Andrea Mantegna, Madonna in gloria e santi Giovanni Battista, Gregorio Magno, benedetto e Girolamo, 1497

Der Saal XXIII ist Werken aus der Trivulzio-Sammlung und anderen Werken aus aufgehobenen Kirchen und Klöstern gewidmet. Es handelt sich hauptsächlich um Werke von nicht-lombardischen Künstlern.
Werke im Raum:
- Lorenzo Veneziano: Auferstehung, 1371
- Filippo Lippi: Madonna Trivulzio, 1429–1432
- Giovanni Bellini: Madonna mit Kind, 1460–1465
- Carlo Crivelli: Sankt Bartholomäus, 1472
- Carlo Crivelli: Sankt Johannes der Evangelist, 1472
- Antonello da Messina: Sankt. Benedikt, um 1470
- Bartolomeo Cincani, bekannt als il Montagna: Madonna mit Kind, 1480–1490
- Andrea Mantegna: Madonna in Glorie und die Heiligen Johannes der Täufer, Gregor der Große, Benedikt und Hieronymus, 1497
- Antonio Solario: Madonna mit Kind und den Heiligen Petrus und Franziskus, um 1514.

### Raum XXIV
Der Saal XXIV ist den Werken seit dem Tod von Francesco II. Sforza (1535) bis zum Ende des Jahrhunderts gewidmet. Sie enthält Werke der Gegenreformation und des Manierismus.
Im Raum vorhandene Werke:
- Bronzino: Porträt von Lorenzo Lenzi, 1527–1528
- Correggio: Madonna Bolognini, 1514–1519
- Correggio: Porträt eines lesenden Mannes, 1517–1523
- Fede Galizia: Christus im Garten, Ende 16. Jahrhundert
- Lucia Anguissola: Selbstbildnis, 1557

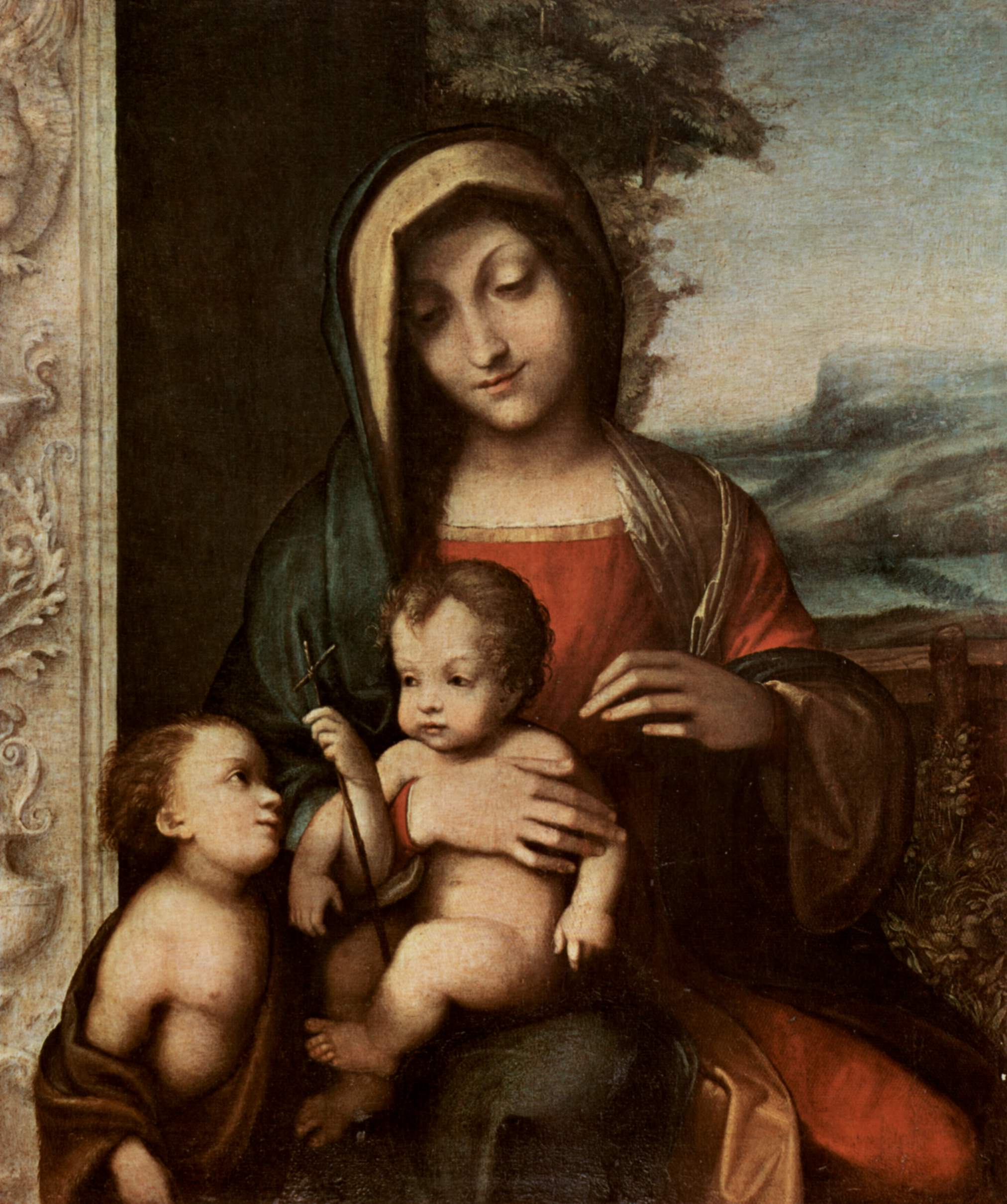
Correggio, Madonna Bolognini, 1514–1519

- Europa Anguissola (zugeschrieben): Porträt der Livia de lanchi, 1550–1575
- Jacopo Nizzola, genannt der Trezzo: Medaille des Giannello Torrini, 1555
- Leone Leoni: Medaille der Ippolita Gonzaga, 1551
- Jacopo Nizzola, genannt der Trezzo: Medaille der Isabella Capua Gonzaga, um 1552
- Leone Leoni: Medaille des Ferrante Gonzaga, 1555–1556
- Annibale Fontana: Medaille des Giovanni Battista Castello, um 1558–1560
- Pompeo Leoni: Medaille des Francisco Fernández de Liébana, 1575
- B. S. : Medaille des Prospero Visconti, 1582
- Pellegrino Tibaldi: Heilige Margarete von Antiochien, 1558–1561
- Pellegrino Tibaldi: Heiliger Georg, 1558–1561
- Giovanni da Monte (zugeschrieben): Christus verspottet, um 1565–1570
- Antonio Campi: Martyrium des Heiligen Sebastian, 1575
- Bernardino Campi: Der heilige Hugo von Lincoln und der selige Wilhelm von Fenoglio, 1576
- Bernardino Campi: Der Heilige Hugo von Grenoble und der Heilige Bruno, 1576
- Bernardino Campi: Kreuzigung, 1584–1591
- Aurelio Luini: Episode des Martyriums des Heiligen Vinzenz, vor 1587
- Camillo Procaccini: Martyrium der heiligen Agnes, 1590–1592
- Giovan Battista Trotti genannt il Malosso: Anbetung der Hirten mit den Heiligen Franziskus und Klara, um 1580
- Cremoneser Maler, Bildnis eines kleinen Mädchens, 1550–1575.

### Raum XXV
Saal XXV beherbergt venezianische und lombardische Werke, die von der venezianischen Kultur inspiriert sind. Sie gehen fast alle auf das 16. Jahrhundert zurück.
Im Raum vorhandene Werke:

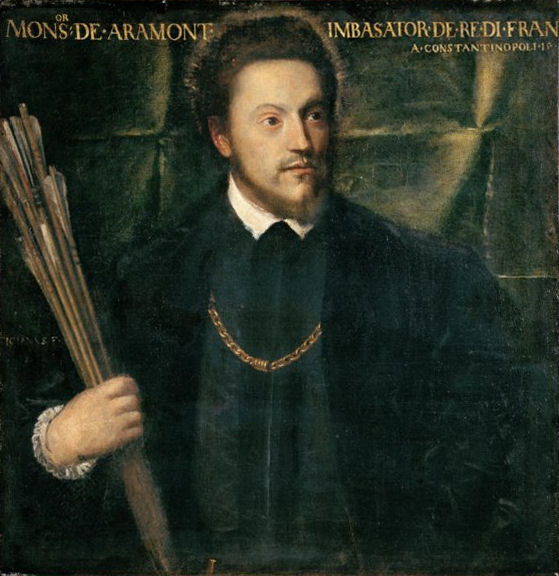
Tiziano Vecellio, Porträt des Botschafters Gabriel de Luetz d’Aramont, 1541–1542.

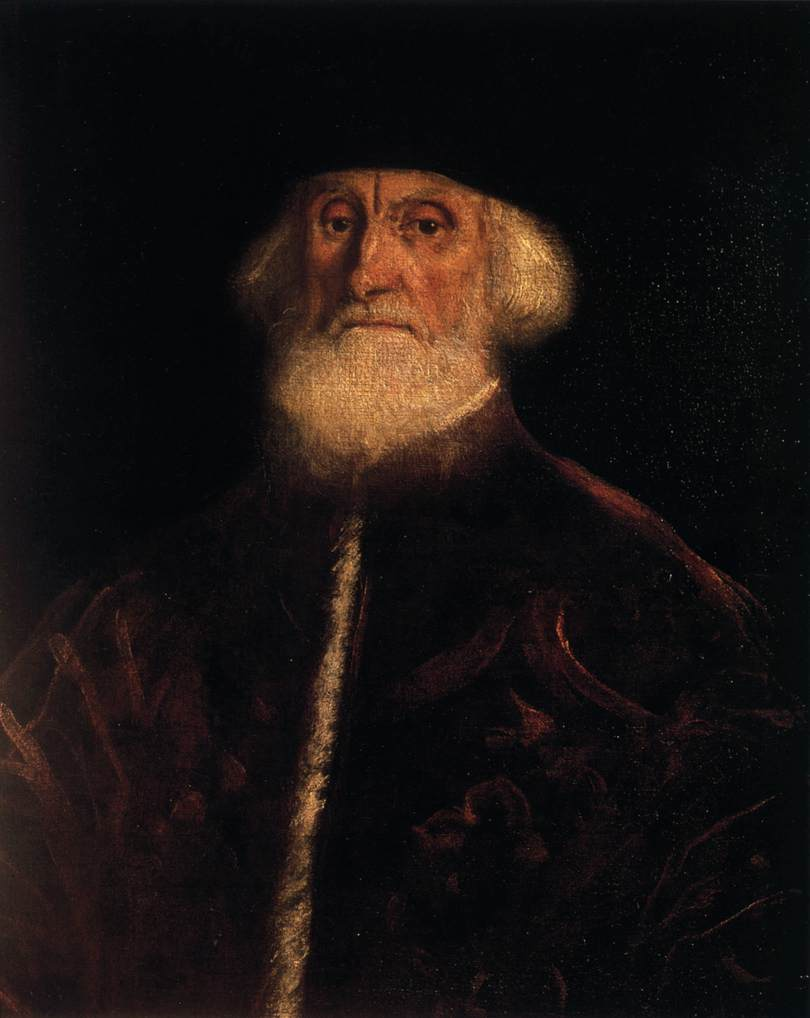
Tintoretto, Porträt des Prokurators Jacopo Soranzo, 1550–1551

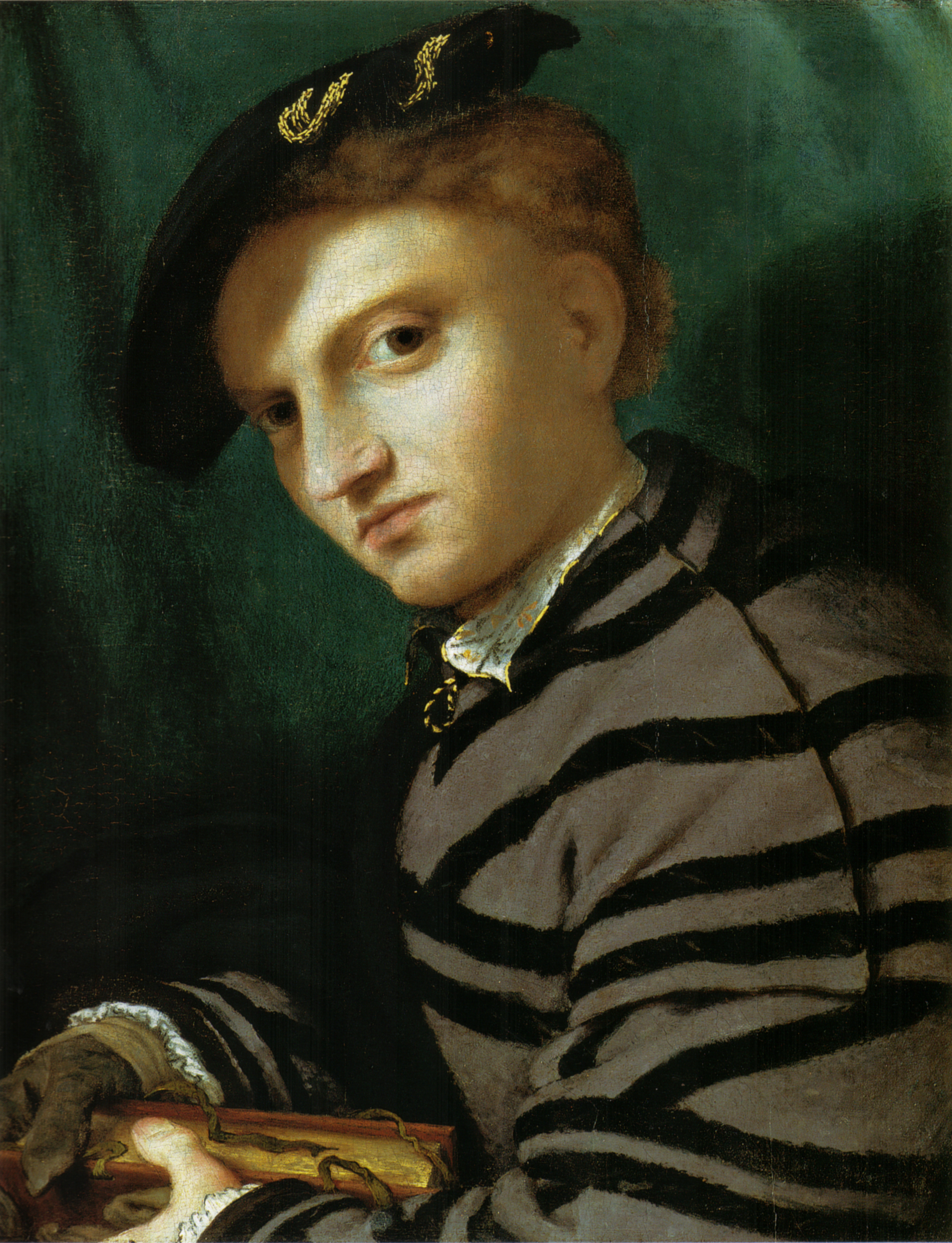
Lorenzo Lotto, Porträt eines Jungen mit Buch, 1526–1527

- Giovanni Bellini: Porträt des Dichters Raffaele Zovenzoni, um 1467
- Lorenzo Lotto: Porträt eines jungen Mannes mit Buch, ca. 1526.
- Bernardino Licinio: Bildnis einer Frau, die das Bildnis eines Verstorbenen hält, 1525–1528
- Antonio Sacchiense: Bildnis eines Herrn mit kleinem Hund, 1530
- Agostino Galeazzi: Bildnis eines Herrn, um 1540
- Giovanni Busi, genannt Cariani: Bildnis einer frommen Frau, 1530–1535
- Giovanni Busi, genannt Cariani: Lot und Töchter, um 1540
- Romanino: Thronende Madonna mit Kind zwischen den Heiligen Franziskus, Antonius von Padua und einem Stifter, 1528–1529
- Moretto: Heiliger Antonius von Padua, um 1530
- Il Moretto: Johannes der Täufer, 1542–1545
- Il Moretto: Jeremiah, 1542–1545
- Il Moretto: Die heilige Ursula und ihre Gefährtinnen, 1537
- Giovan Battista Moroni: Martyrium des Heiligen Petrus von Verona, 1555–1560
- Giovan Battista Moroni: Porträt von Giorgio Passo, 1569
- Giovan Battista Moroni: Porträt von Bartolomeo Colleoni, 1566–1569
- Tiziano Vecellio: Porträt des Botschafters Gabriel de Luetz d’Aramont, 1541–1542
- Domenico Tintoretto: Porträt des Prokurators Jacopo Soranzo, 1550–1551
- Domenico Tintoretto: Kopf eines Mannes, 1546–1548
- Domenico Tintoretto: Porträt eines Mannes, 1580–1590
- Carlo Caliari: Martyrium der heiligen Juliana, 1595
- Francesco da Pontes Werkstatt: Dornenkrönung, 1583
- Francesco da Pontes Werkstatt: Geißelung Christi, 1583
- Leandro da Ponte: Porträt eines Mannes, 1600–1610.

### Raum XXVI
Der Saal XXVI ist Werken aus dem 17. und 18. Jahrhundert gewidmet.
Im Raum vorhandene Werke:

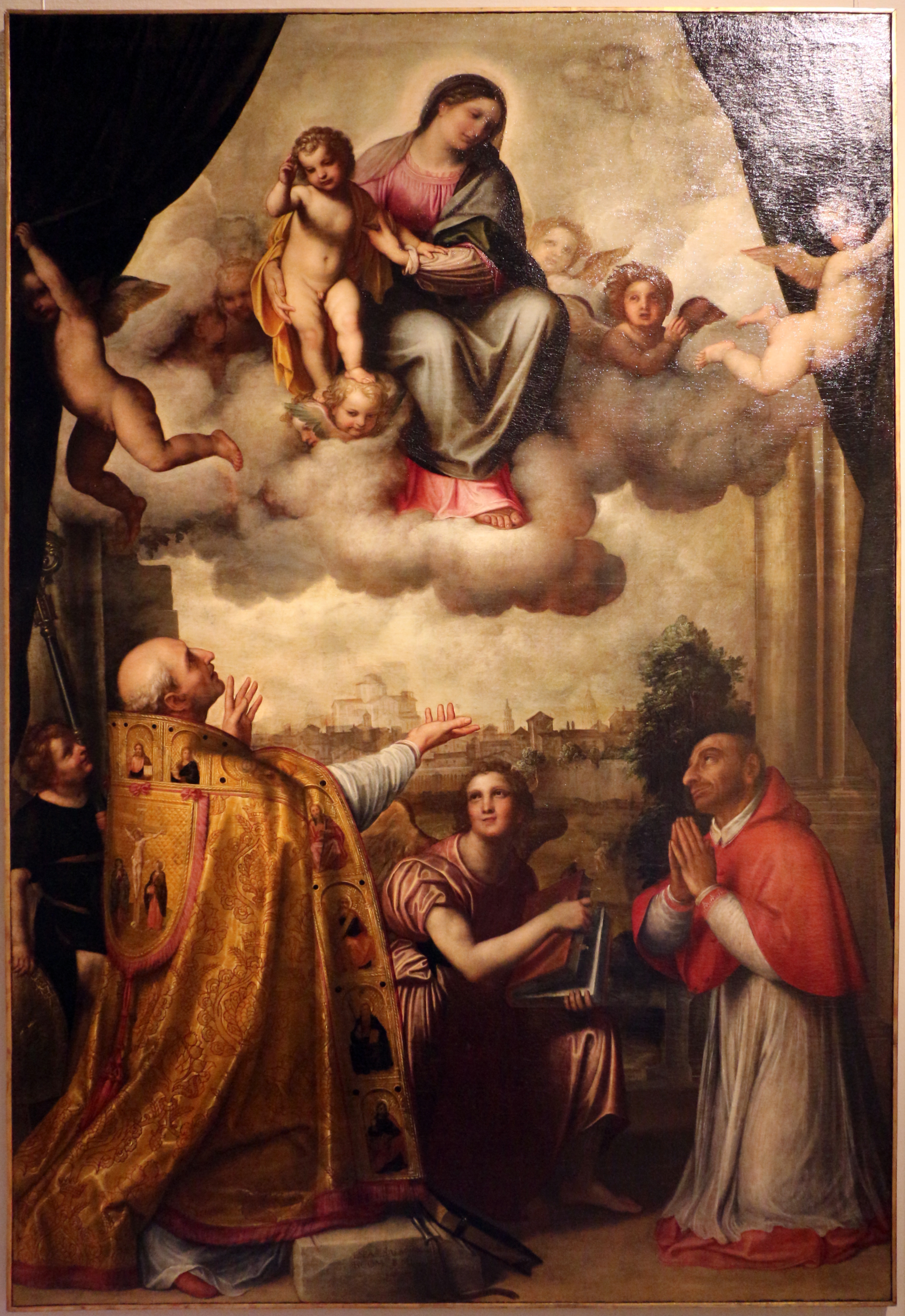
Enea Salmeggia, Madonna in Glorie mit Kind und den Heiligen Ambrosius und Karl Borromäus, 1603

- Enea Salmeggia, Madonna in Glorie mit Kind und den Heiligen Ambrosius und Karl Borromäus, 1603
- Enea Salmeggia, Madonna mit Kind in der Glorie mit den Heiligen Rocco, Franziskus und Sebastian, 1604
- Guglielmo Caccia, bekannt als Moncalvo, Madonna mit Kind, 1620–1630
- Hans Rottenhammer, Erzengel Michael zertritt den Teufel, vor 1606
- Giovanni Battista Crespi, bekannt als il Cerano, San Michele Arcangelo, 1605–1610
- Giovanni Battista Crespi bekannt als il Cerano, zwei Tafeln mit Storie di San Francesco, 1610–1620
- Joachim Wtewael, Steven de Witt, vor 1622
- Joachim Wtewael, Johan de Witt, ante 1622
- Flämischer Maler, Männliches Porträt in halber Länge, 1578
- Flämischer Maler, Porträt eines jungen Mannes, 1607
- Holländischer Maler, Männliches Porträt in halber Länge, um 1610
- Niederländischer Maler, Weibliches Portrait, 1630–1640
- Holländischer Maler, Männliches Porträt, 1630–1640
- Nordischer Maler, Porträt von Elisabeth von Böhmen, um 1630

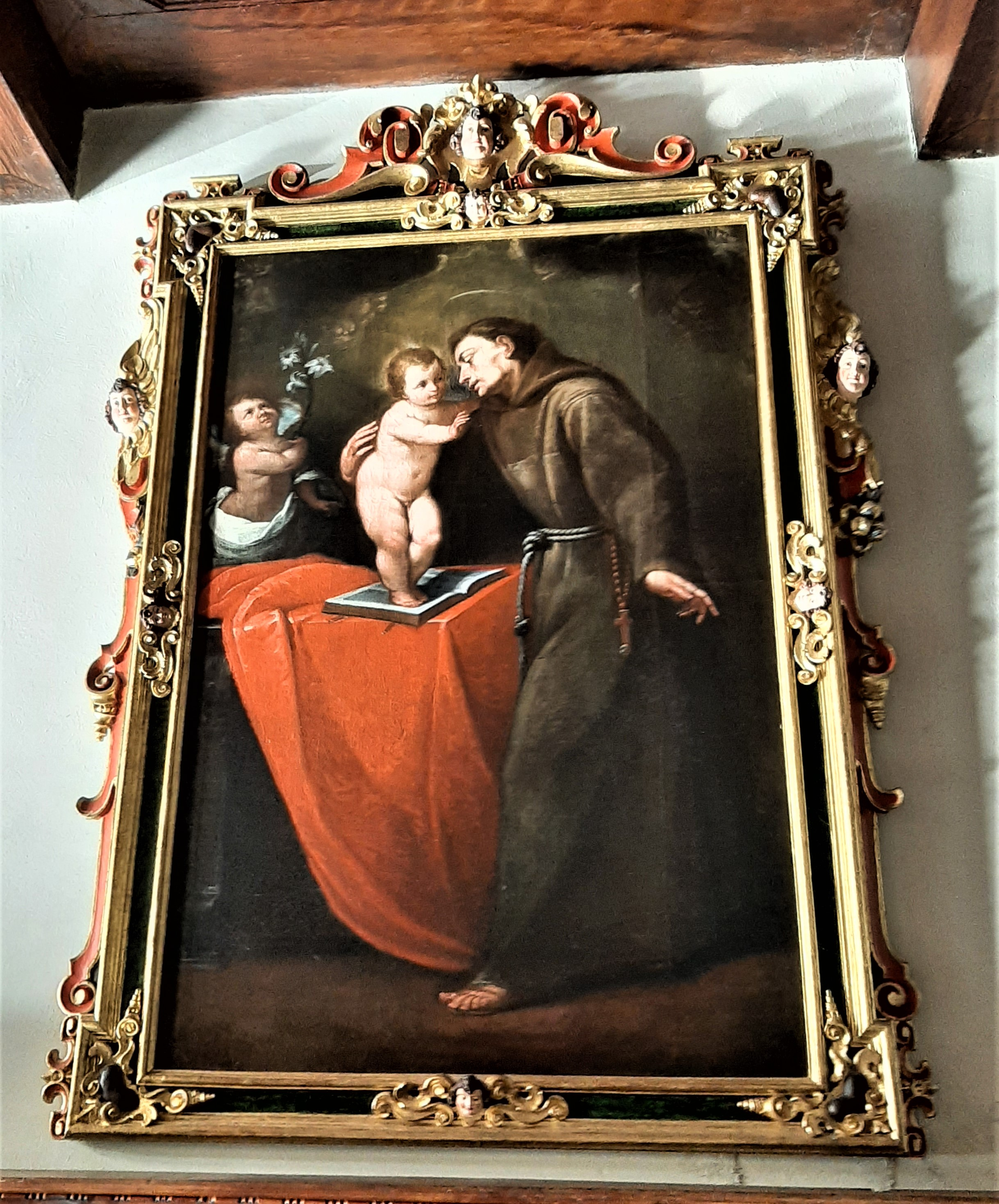
Carlo Francesco Nuvolone, Der heilige Antonius von Padua, um 1643

- Giulio Cesare Procaccini, Anbetung der Könige, nach 1610
- Giulio Cesare Procaccini, Judith und Holofernes, um 1620
- Giulio Cesare Procaccini, Heilige Familie, 1615–1619
- Morazzone, Engel mit Kelch, nach 1614
- Morazzone, Vulkans Schmiede, nach 1599
- Daniele Crespi, Martyrium des Heiligen Stephanus, nach 1622
- Daniele Crespi, Anbetung der Hirten, 1623–1625
- Daniele Crespi, Porträt des Chirurgen Enea Fioravanti, nach 1625

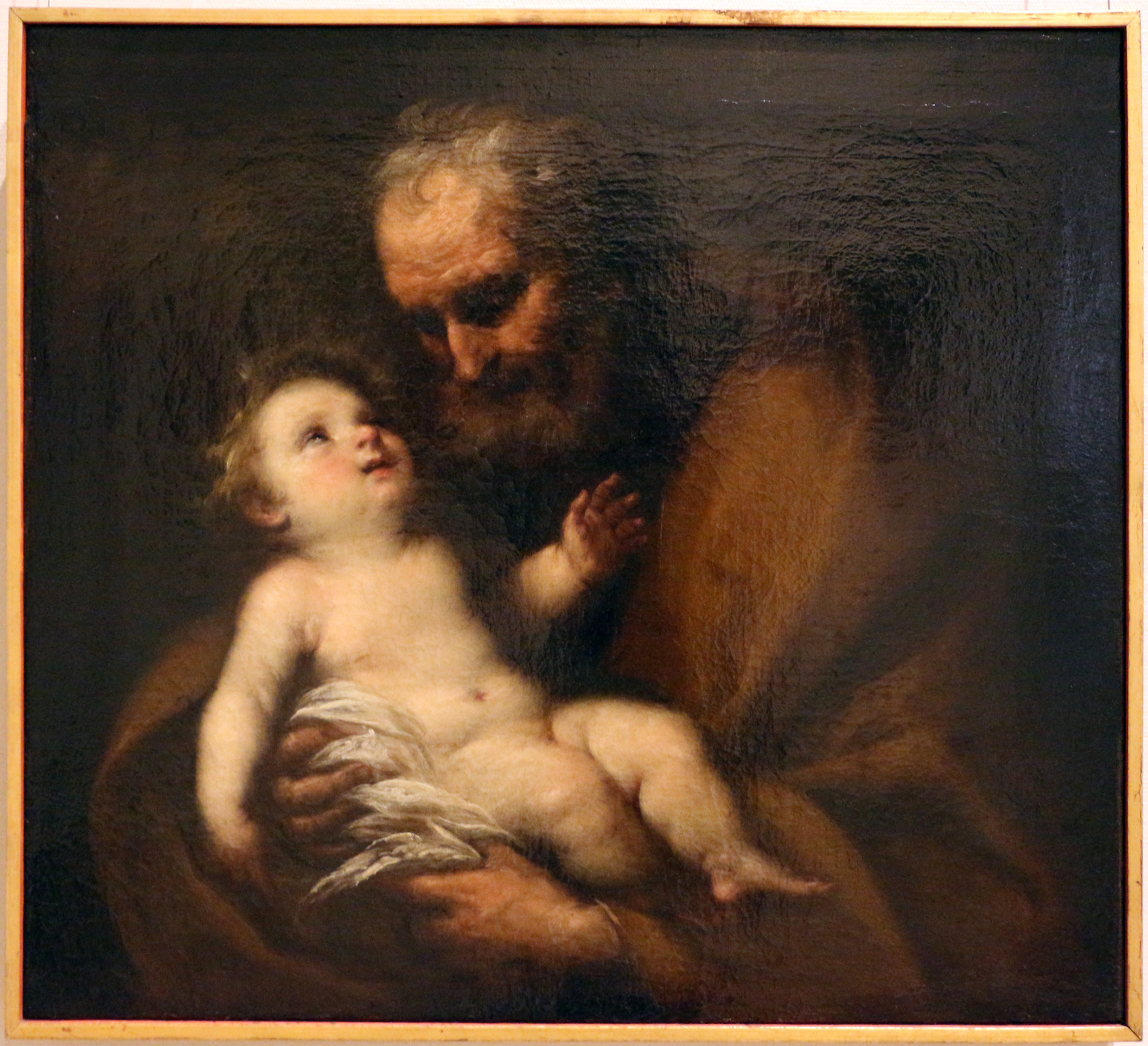
Carlo Francesco Nuvolone, Heiliger Joseph mit Kind, 1638 circa

- Giuseppe Vermiglio, Heiliger Sebastian, nach 1635
- Giuseppe Vermiglio, Opferung des Isaak, nach 1621
- Lombardischer Maler, Apollo und Marsyas, um 1630
- Paolo Camillo Landriani, der Duchino, Der heilige Ambrosius und das Bienenwunder, 1600–1610
- Giovanni Battista Crespi, bekannt als il Cerano, Johannes der Täufer, nach 1605

- Giulio Cesare Procaccini, Saint Barnabas, 1610–1620
- Giulio Cesare Procaccini, Heiliger Sebastian, 1610–1620
- Giulio Cesare Procaccini, Konstantin empfängt die Überreste der Passionsinstrumente, 1620
- Morazzone, San Rocco, um 1608
- Morazzone, Pfingsten (Morazzone), um 1615
- Guglielmo Caccia, bekannt als Moncalvo, Sankt Hieronymus und der Engel, 1625
- Melchiorre Gherardini (zugeschrieben), Sankt Karl Borromeo, um 1630
- Melchiorre Gherardini (zugeschrieben), Sankt Karl Borromäus, um 1630
- Francesco Cairo, Oration im Garten, 1633–1635
- Francesco Cairo, Der heilige Franziskus in Ekstase, 1633–1635
- Francesco Cairo, Heilige Christine, nach 1638
- Francesco Cairo, Porträt eines Dichters, um 1645
- Valerio Castello, Enthauptung des Täufers, um 1645
- Carlo Francesco Nuvolone, Heiliger Joseph mit Kind, um 1638
- Carlo Francesco Nuvolone, Unbefleckte Empfängnis, 1636–1640
- Carlo Francesco Nuvolone, Der heilige Antonius von Padua, um 1643
- Carlo Francesco Nuvolone, Cephalus und Procri, 1645–1650
- Carlo Francesco Nuvolone, Madonna mit Kind, 1645–1650
- Carlo Francesco Nuvolone, Porträt eines Priesters, 1660–1670
- Giovan Battista Discepoli, Anbetung der Könige, 1652–1653
- Cesare Fiori, Medaille von Gian galeazzo Trotti, 1670
- Gioacchino Francesco Travani, Medaille des Alfonso Litta, 1672
- Giuseppe Vismara, Medaille des Bartolomeo Arese, um 1675
- Cesare Fiori, Medaille von Vercellino Maria Visconti, 1677
- Cesare Fiori, Medaille von Pietro Paolo Caravaggio, 1677
- Giuseppe Vismara, Medaille von Pietro Paolo Caravaggio, 1679
- Cesare Fiori, Medaille von Enriquez de Cabrera und Toledo Giovanni Tomaso, 1679
- Nordischer Maler, Porträt eines Jungen mit Hut in der Hand, 1633
- Carlo Ceresa, Bildnis der Edelfrau Angelica Alessandri, 1643
- Lombardischer Maler, Porträt von Carlo Vezoli, 1654
- Jacob Ferdinand Voet (zugeschrieben), Porträt von Ortensia Mancini, Herzogin von Mazarin, 1676–1680
- Lombardischer Maler, Sängerin am Spinett (Vanitas), um 1650
- Simone del Tintore, zwei Stillleben, um 1650
- Giuseppe Volò bekannt als Vincenzino (attr.), zwei Stillleben, 1690–1700
- Giovanni Stefano Danedi, Herodias überreicht Herodes das Haupt des Täufers, 1635
- Giovanni Stefano Danedi, Monetieri a lavori nella zecca con sant'Eligio e la Madonna col bambino, 1640 um
- Giovanni Stefano Danedi, Dido im Stich gelassen, um 1640
- Giovanni Stefano Danedi, Venus und Adonis, um 1650
- Giovanni Stefano Danedi, Apollo und Marsyas, um 1665
- Filippo Abbiati, Virginia von ihrem Vater getötet, 1685
- Filippo Abbiati, Trompe-l'oeil mit Grafiken, 1690
- Carlo Preda, Die heilige Katharina in ihrem Atelier, 1694
- Carlo Preda, Verbrennung der Philosophen, nach 1694
- Carlo Preda, Die Heilige Katharina wird von der Kaiserin Faustina im Gefängnis besucht, nach 1694
- Alessandro Turchi, bekannt als Orbetto, Toter Christus, beweint von Engeln, um 1617

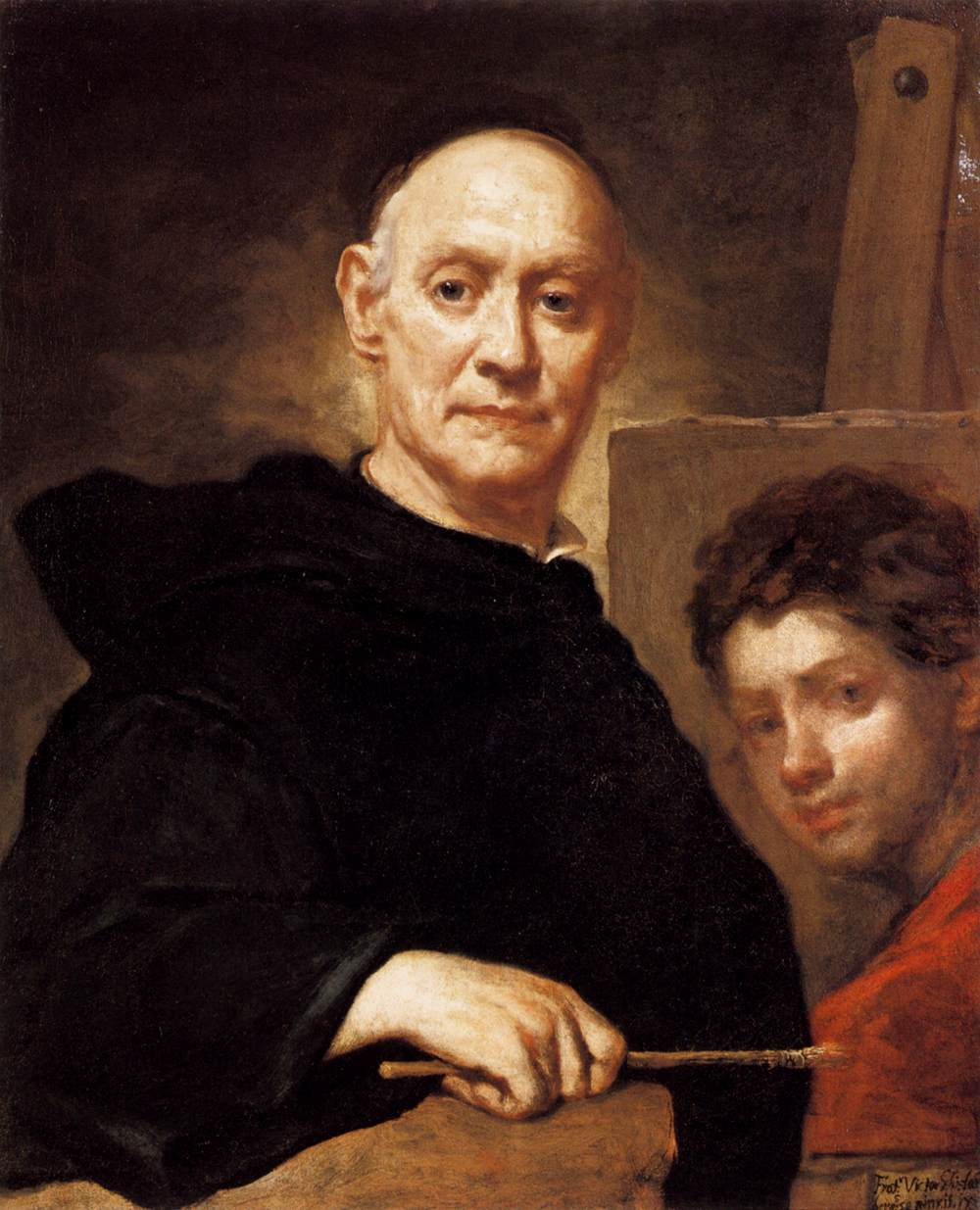
Fra Galgario, Selbstbildnis, 1732

- Gerolamo Forabosco, Madonna mit Kind, vor 1660
- Giacinto Gimignani, Urania (Astronomie), um 1652
- Spagnoletto, Heiliger Einsiedler, um 1650
- Pietro Bellotti, Alter Trinker, 1700
- Alessandro Magnasco und Mitarbeiter, Verziere Market, um 1733
- Alessandro Magnasco und Antonio Francesco Peruzzini, Burasca mit Brücke, vor 1700
- Alessandro Magnasco und Antonio Francesco Peruzzini, Burasca mit Brüdern und Entladern, vor 1700
- Fra Galgario, Bildnis eines jungen Mannes als Bildhauer, um 1730
- Fra Galgario, Bildnis eines jungen Mannes in der Gestalt eines Künstlers, um 1730
- Fra Galgario, Porträt eines Mönchs, um 1732
- Fra Galgario, Selbstbildnis, 1732
- Antonio Lucini, Porträt von Claudio Antonio Strada, 1722–1724
- Pitocchetto, Porträt eines Priesters, um 1750
- Pitocchetto und Werkstatt, Porträt eines Herrn, um 1750
- Pitocchetto und Werkstatt, Porträt eines jungen Mannes, um 1750
- Pitocchetto, Spinner und Bauer mit Korb, um 1765
- Pitocchetto, Porträt eines Gentleman, um 1767
- Paolo Pagani, Heilige Familie mit dem Heiligen Antonius von Padua, um 1714
- Sebastiano Ricci, Versuchung des heiligen Antonius, 1694–1696
- Sebastiano Ricci, Apotheose des Heiligen Sebastian, nach 1694

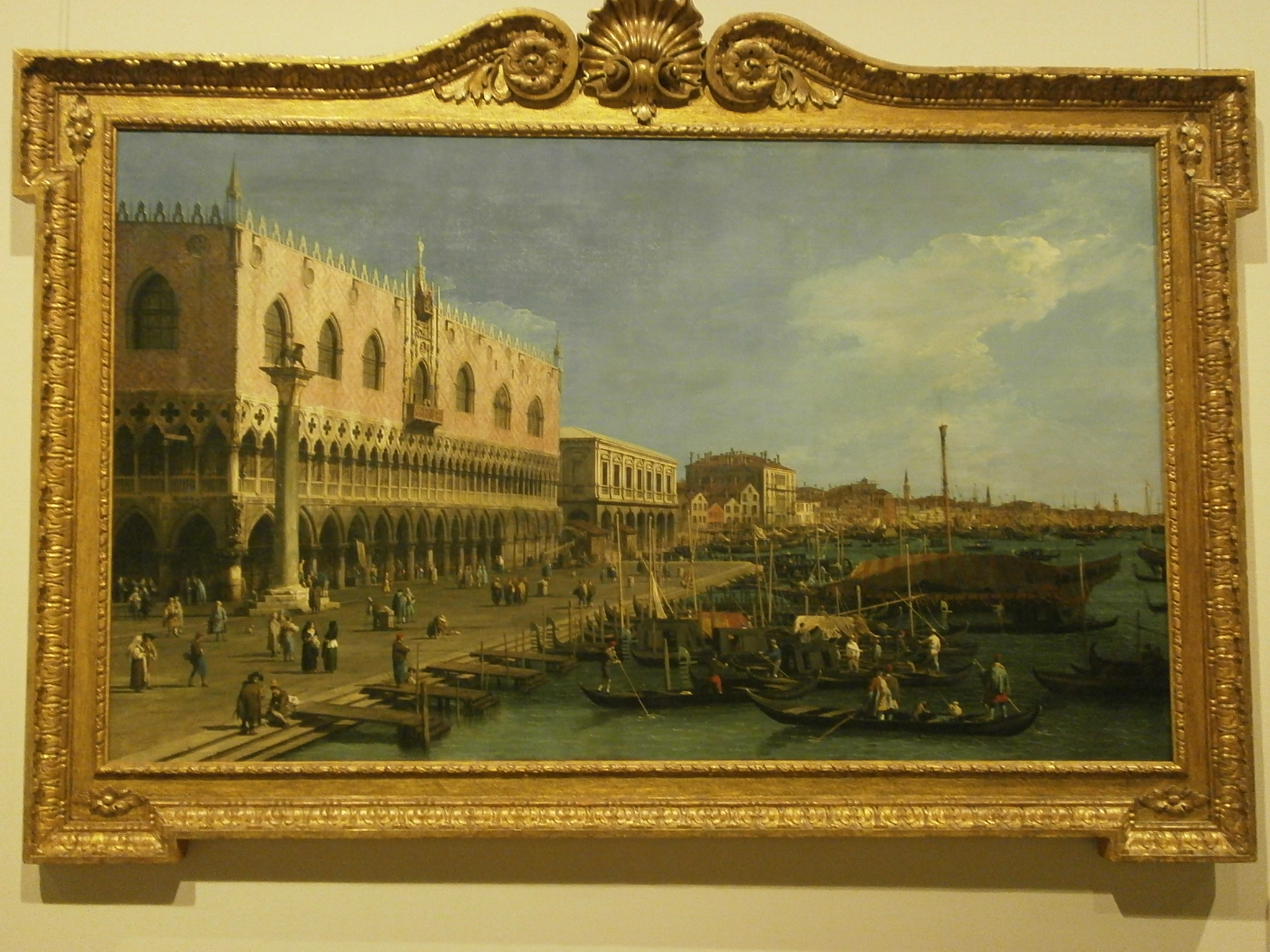
Canaletto, The Pier towards the Riva degli Schiavoni with the column of St. Mark, ante 1742

- Giambattista Tiepolo, Madonna mit Kind und vier Franziskanerheiligen, um 1716
- Giambattista Tiepolo, Abendmahl der Heiligen Lucia, um 1748
- Canaletto, Der Pier zur Riva degli Schiavoni mit der Markus-Säule, vor 1742
- Canaletto, Die Mole zur Zecca mit der Säule San Teodoro, vor 1742

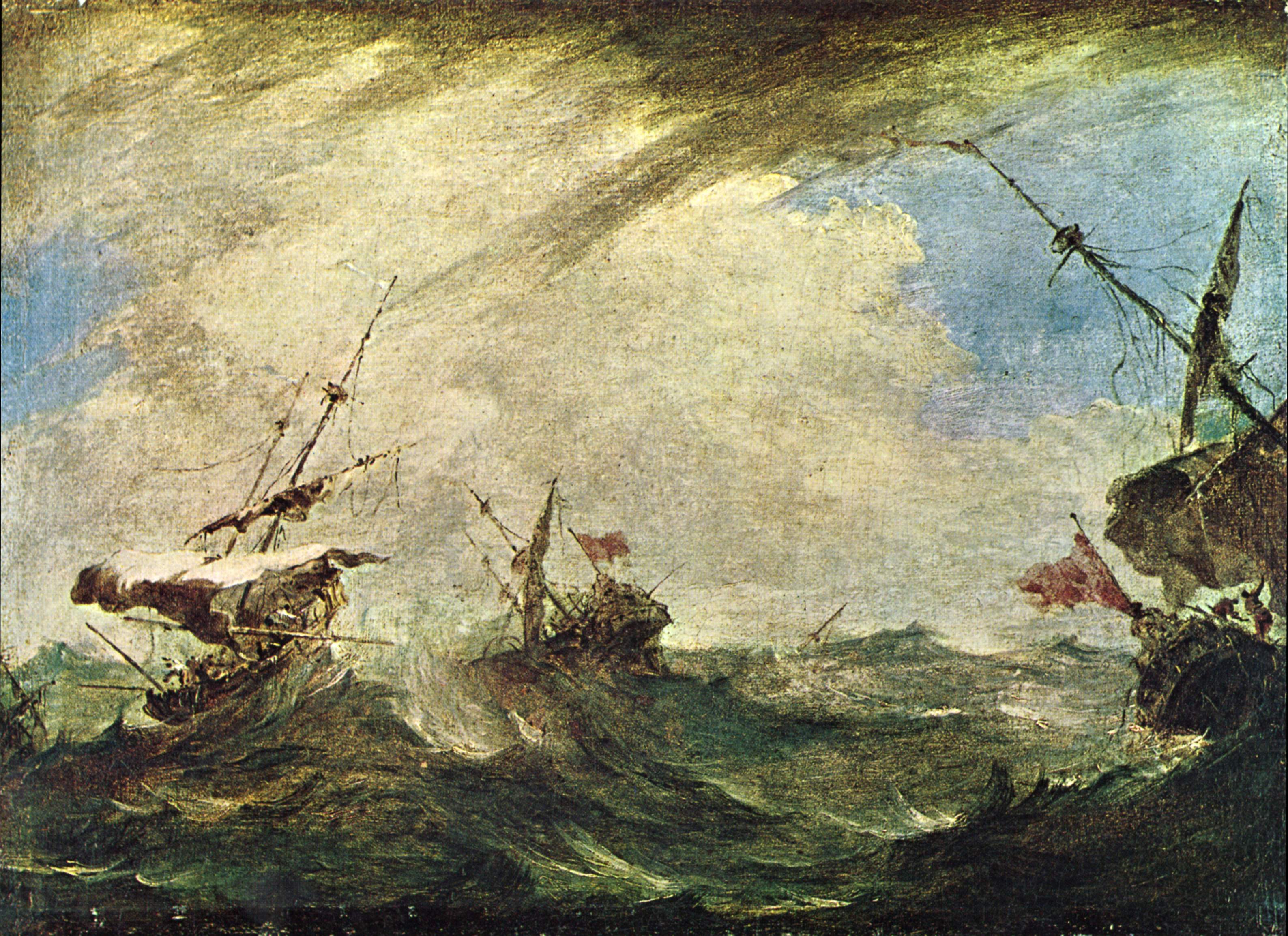
Francesco Guardi, Burrasca (Sturm auf See), 1775–1790

- Bernardo Bellotto, Palazzo dei Giureconsulti e Broletto a Milano, 1744
- Francesco Guardi, Burrasca, 1775–1790
- Francesco Guardi, Capriccio architettonico con piramide e architrave, um 1775
- Francesco Guardi, Capriccio architettonico con rovine romane e laguna, um 1775
- Francesco De Mura, Vermächtnis des Alexander, nach 1758
- Francesco De Mura, Aufbruch des Aeneas, um 1760
- Carlo Amalfi (Gebiet von), Familie der Musiker, um 1760
- Jean-Marc Nattier, Porträt der Barbara Luigia d'Adda, 1747
- Carlo Innocenzo Carloni, Verherrlichung des Herzogs Ludovico Eberardo von Württemberg, 1730–1733
- Carlo Maria Giudici, Ruhm des heiligen Franz von Paola, 1760–1770
- Angelo Maria Crivelli, bekannt als Crivellone, Fuchs und Katze unter den Vögeln, 1690–1700
- Angelo Maria Crivelli, bekannt als Crivellone, Hoftiere, 1690–1700
- Francesco Londonio, Hirten mit Schafen und Eseln, 1763
- Francesco Londonio, Hirte beim Trinken, Hirtin mit Korb, Esel, Schafe und Ziegen, um 1762
- Francesco Londonio, Pastorale Szene, um 1762
- Francesco Londonio, Zwei Bauern bei der Rast, um 1765
- Francesco Londonio, Alte Bäuerin, die neben dem Vieh spinnt, um 1775
- Francesco Londonio, Ländliche Szene mit Hirten und Ziegen, 1770
- Francesco Londonio, Selbstporträt, um 1770.